# Friedrichstadt (Berlin)
Die Friedrichstadt ist ein historischer Stadtteil von Berlin. Die ab 1688 angelegte, nach dem preußischen König Friedrich I. benannte und zunächst selbstständige Vorstadt wurde bereits 1710 eingemeindet. Bei der kommunalen Vereinigung von Groß-Berlin und der Einteilung in Verwaltungsbezirke im Jahr 1920 kam der nördliche Teil der Friedrichstadt zum Bezirk Mitte (Ortsteil Mitte) und der südliche Teil zum Bezirk Kreuzberg, heute Bezirk Friedrichshain-Kreuzberg (Ortsteil Kreuzberg). Von 1945 bis 1990 gehörten die beiden Teile der Friedrichstadt so verschiedenen Gesellschafts- und Wirtschaftssystemen an und entwickelten sich unterschiedlich.

## Topografie

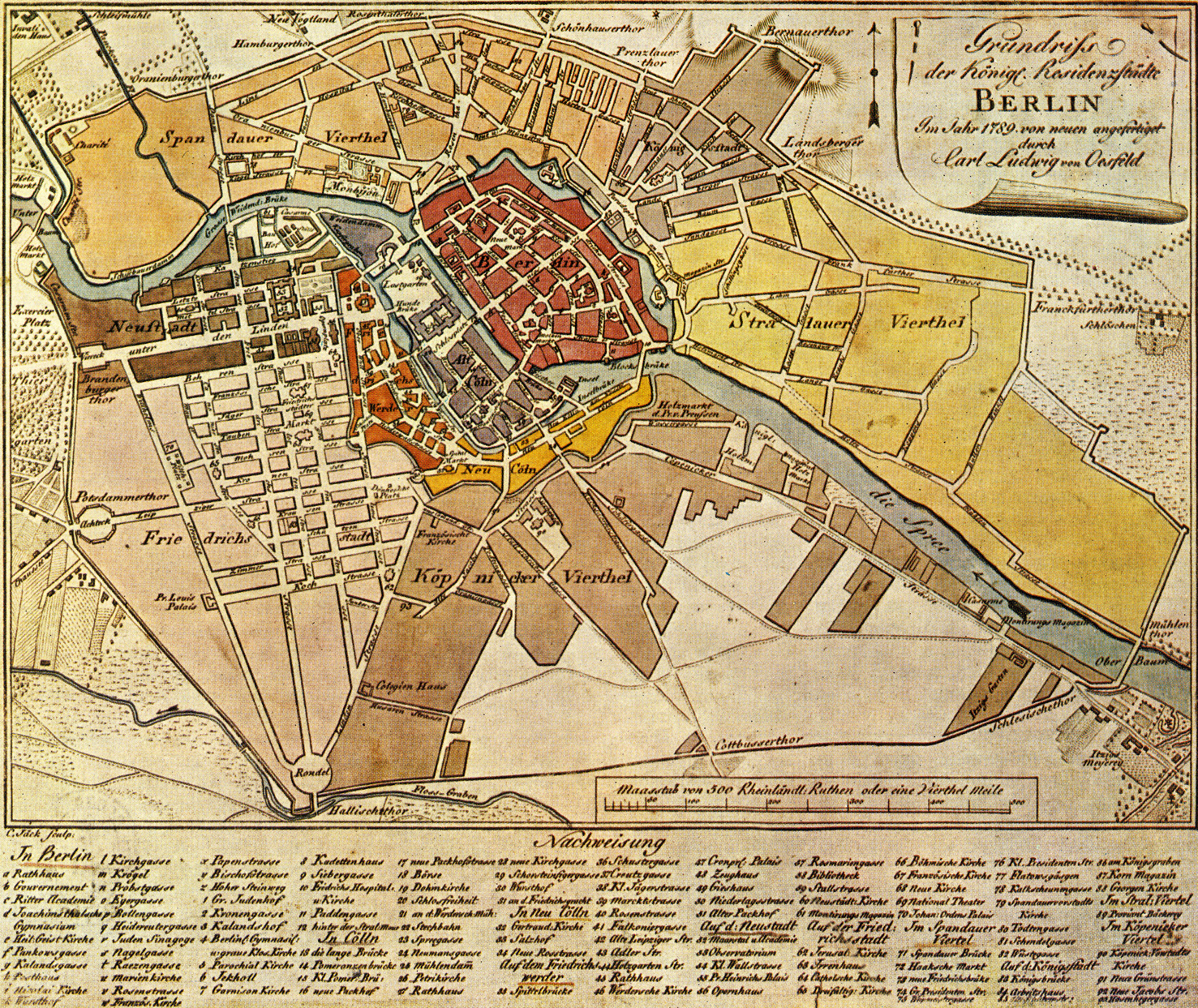
Friedrichstadt, 1789

Die Friedrichstadt wurde südlich der Dorotheenstadt und südwestlich der Vorstadt Friedrichswerder und damit auch südwestlich der beiden Städte Berlin und Kölln angelegt.
Die Grenze der historischen Friedrichstadt verläuft vom Spittelmarkt nach Norden entlang der Nieder- und der Oberwallstraße, entlang der Behrenstraße Richtung Westen bis zur Ebertstraße, von hier Richtung Süden über den Potsdamer Platz, die Stresemannstraße bis zum Halleschen Tor und von hier wieder Richtung Norden entlang der Lindenstraße und der Axel-Springer-Straße zurück zum Spittelmarkt. Der Spittelmarkt und der Hausvogteiplatz gehören historisch als ehemalige Bastionen der Festungsanlage zu Neu-Kölln und zu Friedrichswerder.
Die Grenze zwischen nördlichem und südlichem Teil verläuft entlang der südlichen Seite der Achse von Niederkirchnerstraße und Zimmerstraße, wo auch die Berliner Mauer stand.

## Geschichte

Grundriss der Friedrichstadt und der Dorotheenstadt um 1700 (Norden rechts)

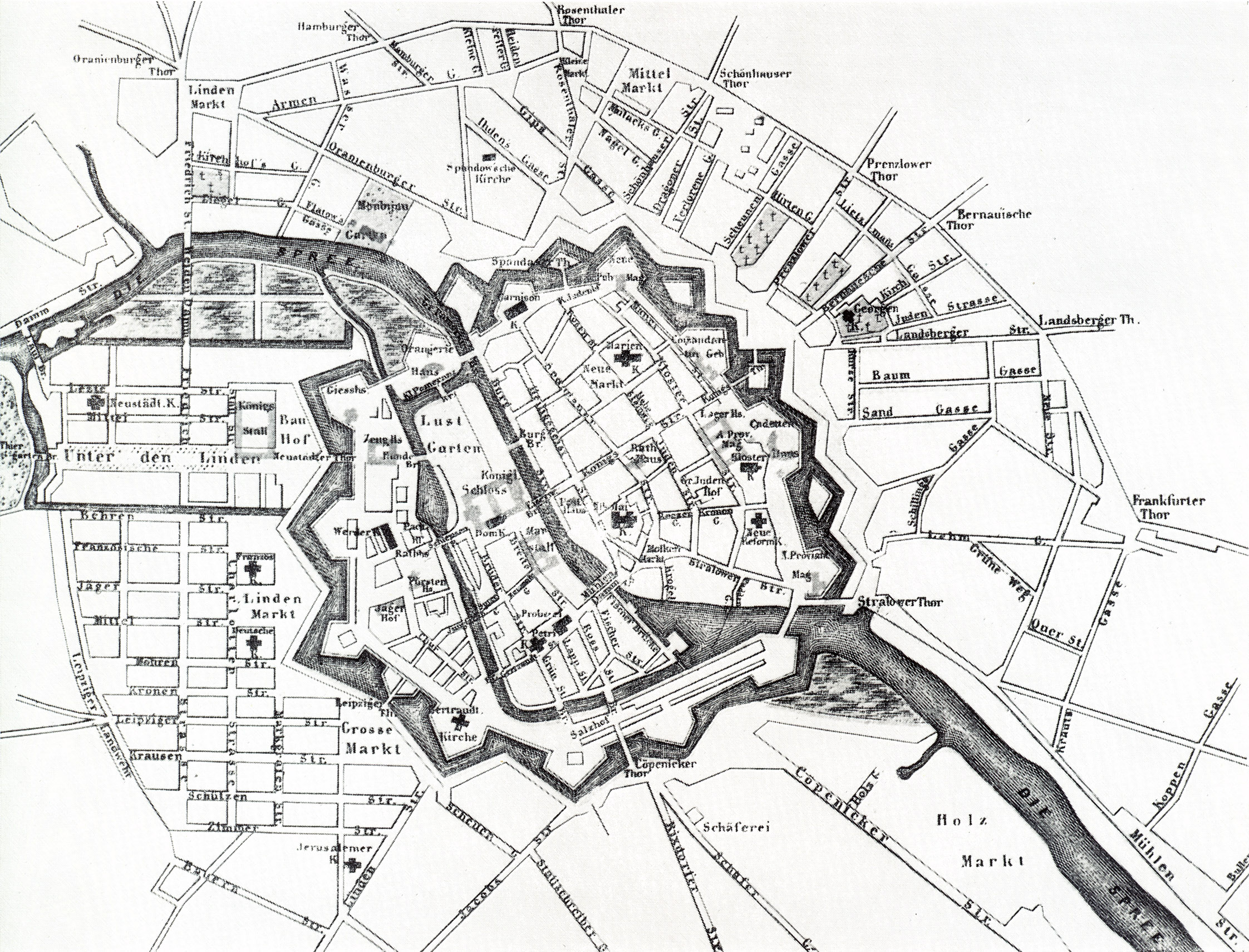
Plan von Berlin um 1710

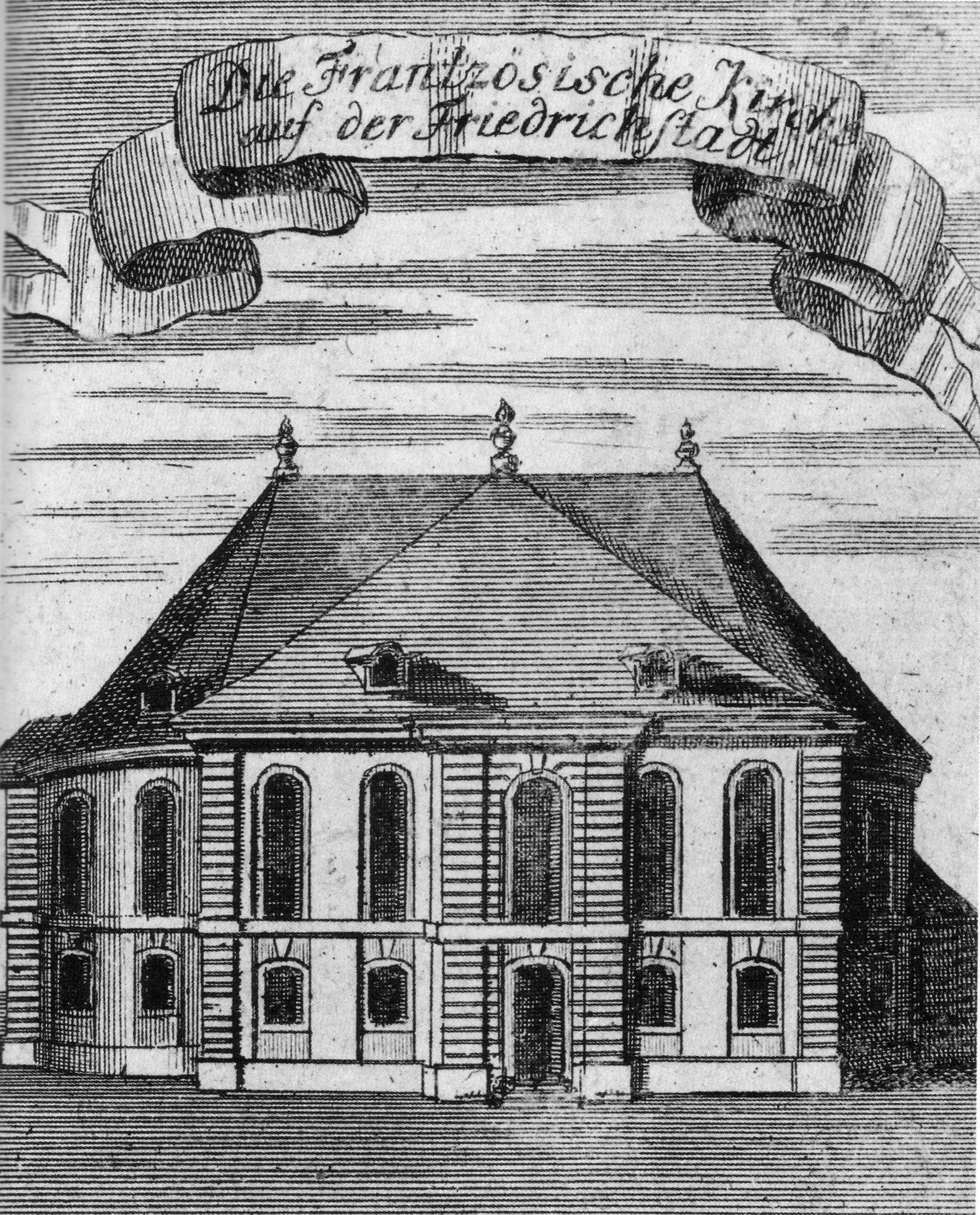
Französische Kirche, 1740

### Stadtgründung durch Friedrich I.
Nach dem Tod des Großen Kurfürsten Friedrich Wilhelm im Jahr 1688 ließ sein Sohn Kurfürst Friedrich III., der spätere König Friedrich I., auf der Köllnischen Feldmark eine neue Stadt anlegen, die er nach seinem eigenen Namen Friedrichstadt nannte. Es entstand zunächst auf dem Papier eine moderne Stadt, deren schachbrettartiger Grundriss ein regelmäßiges System von rechtwinklig sich schneidenden Straßen vorsah. Mit der Planung und Bauleitung für die Straßen und Häuser waren bis 1695 die Baumeister Michael Mathias Smids und Johann Arnold Nering danach Johann Heinrich Behr und Martin Grünberg beauftragt.
Die Friedrichstadt erhielt 1691 Stadtrecht. Sie war nach Friedrichswerder, Neu-Kölln und der Dorotheenstadt die vierte Erweiterung des historischen Stadtkerns von Berlin und Kölln. Die Friedrichstadt wurde mit Wirkung vom 1. Januar 1710 zusammen mit den bis dahin selbstständigen Residenzstädten Berlin, Kölln, Friedrichwerder und Dorotheenstadt zu einer Stadtgemeinde vereinigt. Bis zu ihrer Erweiterung ab 1732 reichte die Friedrichstadt nach Westen bis an die Mauerstraße, die ursprünglich der innere Umgang der Befestigungsmauer der Friedrichstadt war. In Richtung Süden dehnte sich die Friedrichstadt bis zur Zimmerstraße aus.
Ein wesentliches Motiv für die Gründung der Friedrichstadt war der Grundsatz des preußischen Merkantilismus „Menschen sind der größte Reichtum“. Dieser fußte auf einer Steuerpolitik, nach der die Akzise einen Großteil des sich mit der Entstehung des Absolutismus in Preußen stetig erhöhenden Finanzbedarfs für Armee, Hofhaltung und Bürokratie aufbringen sollte. Das Aufkommen dieser indirekten Verkaufs-, Tor-, Gewerbe- und Viehsteuer hing mit der Höhe der Einwohnerzahl zusammen. Der dringend gesuchte Bevölkerungszuwachs wurde auch durch die Ansiedlung von Glaubensflüchtlingen realisiert, von denen in der Friedrichstadt besonders die Hugenotten aus Frankreich einen prägenden Einfluss entwickelt haben. Ihnen und anderen Einwanderern wurden bei der Ansiedlung in der Friedrichstadt umfassende Privilegien gewährt: Gewerbe- und langjährige Steuerfreiheit, kostenloses Baumaterial, Zuschüsse zu den Baukosten und Befreiung von Einquartierungen. Bedingung war die schnelle Fertigstellung der Häuser, deren Pläne die königlichen Architekten anfertigten.
Am 1. Juni 1701 wurde der Grundstein für die Französische Kirche der Hugenotten in der Friedrichstadt gelegt, auch als Symbol für die Glaubensfreiheit in Brandenburg-Preußen, das weitere Einwanderer anlocken sollte. Am 11. August 1701 erfolgte die Grundsteinlegung der Deutschen Kirche, die zur gleichberechtigten Nutzung der reformierten und der lutherischen Gemeinde vorgesehen war. Zu der reformierten Gemeinde gehörten aus der Schweiz geflohene Calvinisten, die in der Friedrichstadt gesiedelt hatten. Beide Kirchen befanden sich auf einer freien Fläche aus der später der Gendarmenmarkt hervorging.

### Ausbau durch Friedrich WilhelmI.

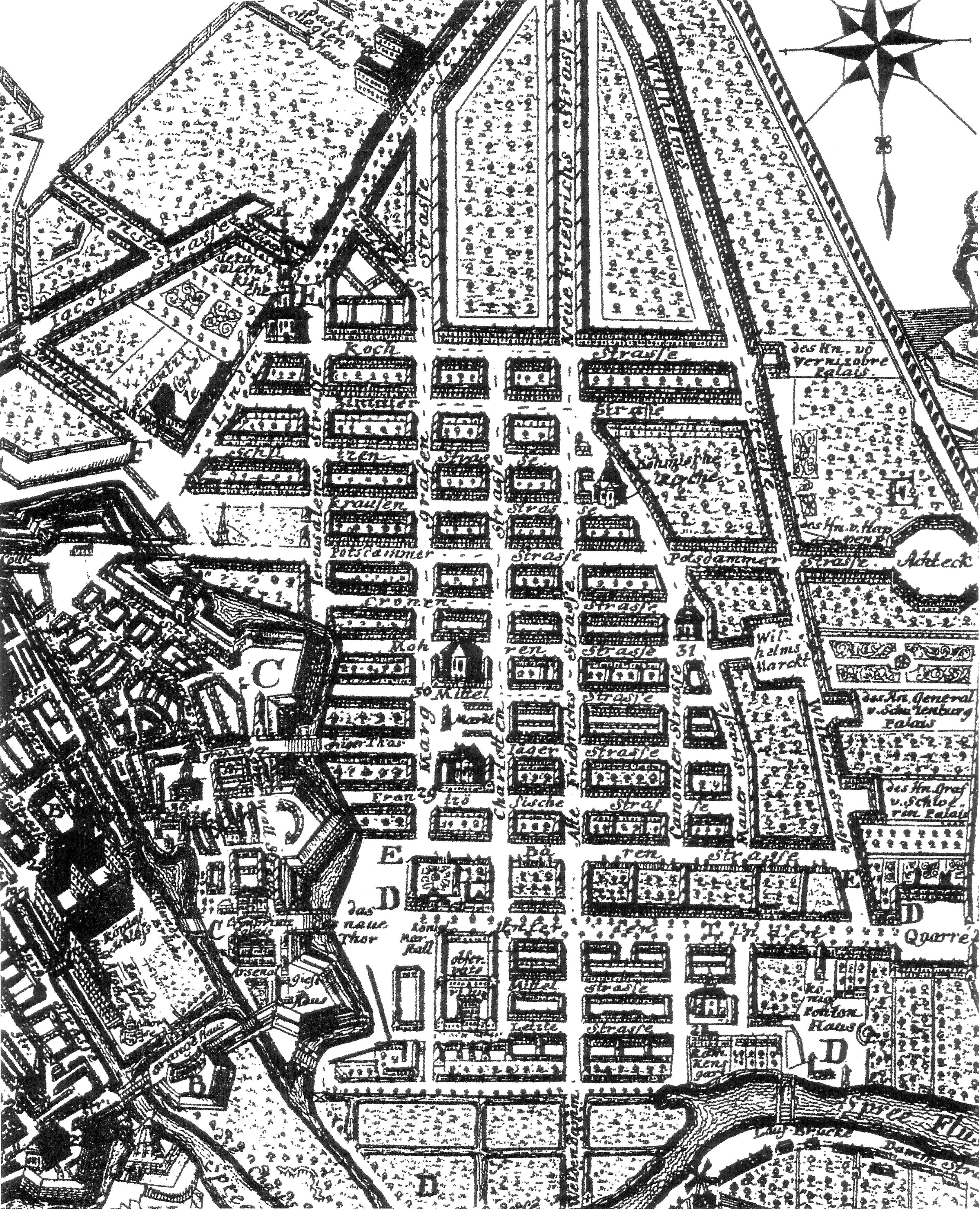
Plan der Friedrichstadt um 1740 (Süden oben, Norden unten)

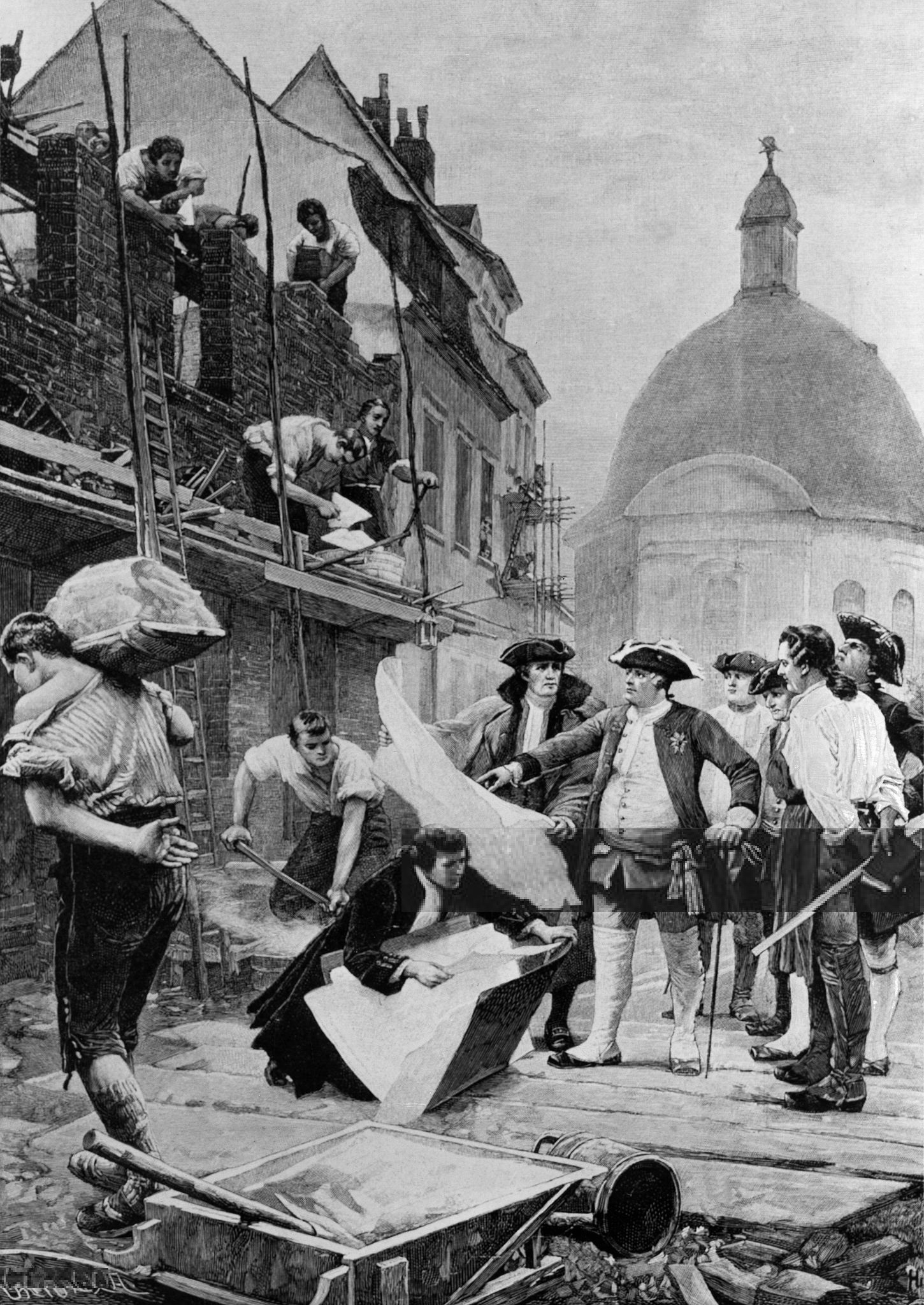
Friedrich Wilhelm I. besichtigt Bauarbeiten in der Friedrichstadt, hinten die Dreifaltigkeitskirche

Am 23. Mai 1721 erließ Friedrich Wilhelm I. das „Patent betreffend der Benificia dererjenigen, so auf der Fridrichs=Stadt neu anbauen wollen“. Friedrich Wilhelm I., der die Friedrichstadt nach seiner Thronbesteigung im Jahr 1713 zunächst vernachlässigt hatte, drängte nun auf einen weiteren Ausbau der Friedrichstadt. Die noch vielen „wüsten“ (unbebauten) Stellen sollten endlich durch Häuser besetzt werden. 1732 war das Projekt Friedrichstadt in seinen zunächst vorgesehenen Grenzen zum Abschluss gebracht: 1051 Häuser waren bewohnt, bzw. fertiggestellt. Die Häuser waren streng und bescheiden, sparsam im Dekor, meist zweigeschossig und stets traufständig, also mit der Längsseite und nicht mit dem Giebel zur Straße gebaut. So ergab sich ein Gesamtbild mit einem hohen Maß an Regelmäßigkeit, das den absolutistischen Vorstellungen der äußeren Gestaltung einer Stadt entsprach.
Im selben Jahr beschloss der König eine Erweiterung der Friedrichstadt. Die Erweiterung betraf das Gebiet westlich und südlich der Mauerstraße und erstreckte sich nach Westen bis zur gleichzeitig gebauten Akzisemauer. Die architektonische Leitung der Stadterweiterung oblag Oberbaudirektor Philipp Gerlach und Hofbaumeister Johann Friedrich Jacob Grael. Auch die Erweiterung der Friedrichstadt wurde auf dem Papier geplant. Das kleinteilige Rastersystem der bereits bebauten Fläche wurde nun aber durch eine strahlenförmige Anlage der Straßen ersetzt, die sich in einem Punkt, dem Rondell (dem späteren Belle-Alliance-Platz, heute: Mehringplatz) bündelten. Das Rondell war einer von drei geometrischen Plätzen, die im Rahmen der Erweiterung der Friedrichstadt durch Friedrich Wilhelm I. entstanden: rund das Rondell, achteckig das Octogon, später Leipziger Platz, und quadratisch das Quarré, der Pariser Platz (die Plätze erhielten ihre neuen Namen 1815, nach dem Sieg über Napoleon). Laurenz Demps vermutet, dass sie die „Quadratur des Kreises“ versinnbildlichen sollen und den barocken Zeitgeist widerspiegeln, der „stets in geometrischen Formen sich seiner eigenen Ordnung und Herrschaft versichert“.
Die Erweiterung der Friedrichstadt ging über den Bedarf an neuen Hausstellen in Berlin hinaus und es konnten auch zu diesem Zeitpunkt keine neuen Ansiedler gewonnen werden. Daher ging Friedrich Wilhelm I. dazu über, an wichtige Mitglieder seiner Staatsbehörden, Mitglieder des Hofes und hohe Militärs großzügig abgesteckte Bauflächen zuzuweisen und diese zum Bauen zu bewegen. Dies geschah teilweise auch in Form von königlichem Zwang bei Androhung von Strafe. Insbesondere in der nach Friedrich Wilhelm benannten Wilhelmstraße entstanden so in dieser Zeit stattliche Adelspalais für die preußische Elite mit großzügigen Gartenflächen. Zur Errichtung des prächtigsten Palais der Friedrichstadt, des Prinz-Albrecht-Palais in der Wilhelmstraße, war beispielsweise der Baron François Mathieu Vernezobre de Laurieux vom König gedrängt worden. Nur so konnte Vernezobre seine Tochter von der vom König arrangierten Zwangsheirat mit dem Kapitän von Forcade freikaufen.
Am 1. Januar 1729 wurde zwischen der Deutschen und der Französischen Kirche ein neuer Markt eröffnet. Hier hatten ab etwa 1710 auch die Gensdarmes ihr Quartier, ein aus französischen Flüchtlingen zusammengestelltes Reiterregiment, was für die spätere Namensgebung des Platzes in ‚Gendarmenmarkt‘ verantwortlich war.

### Die Friedrichstadt nach dem Tod Friedrich WilhelmI.

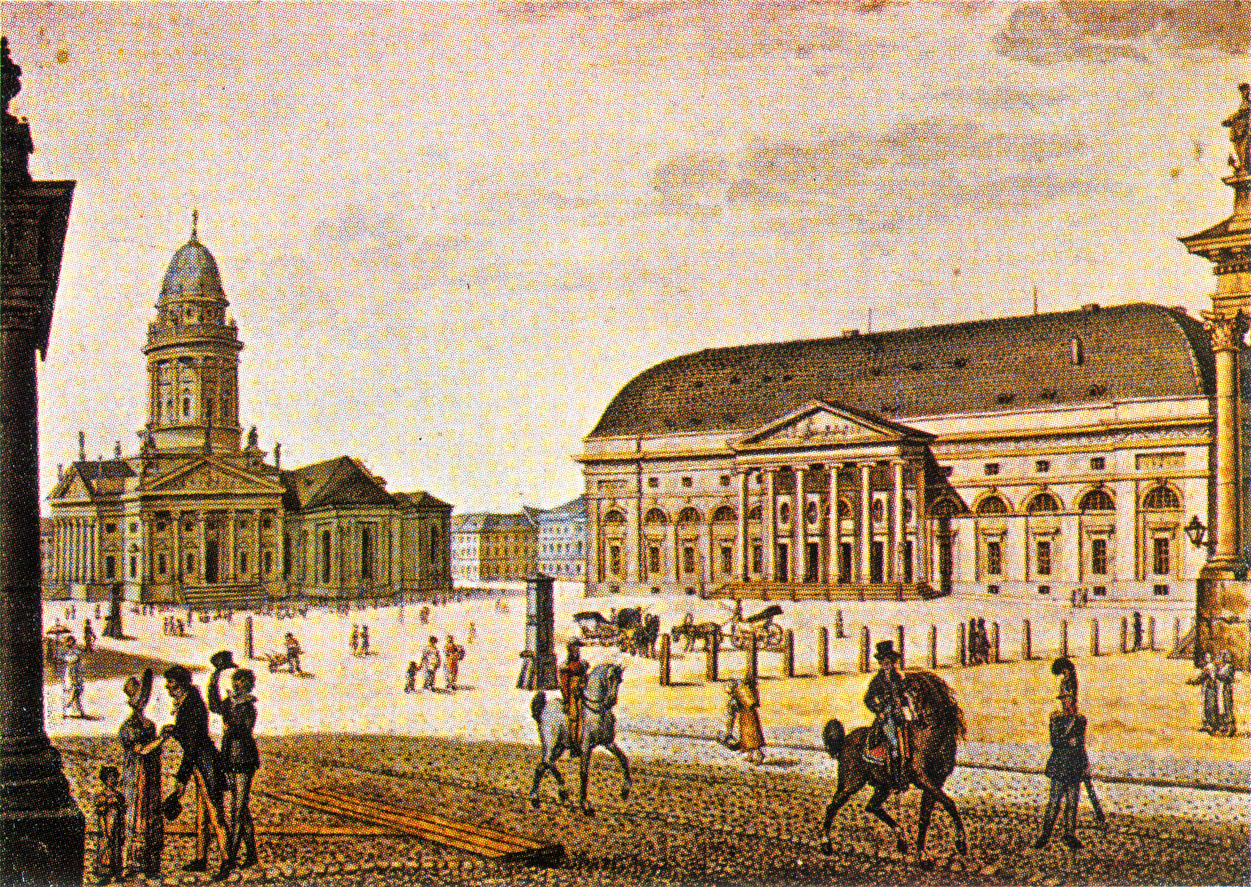
Gendarmenmarkt um 1815 mit dem Nationaltheater

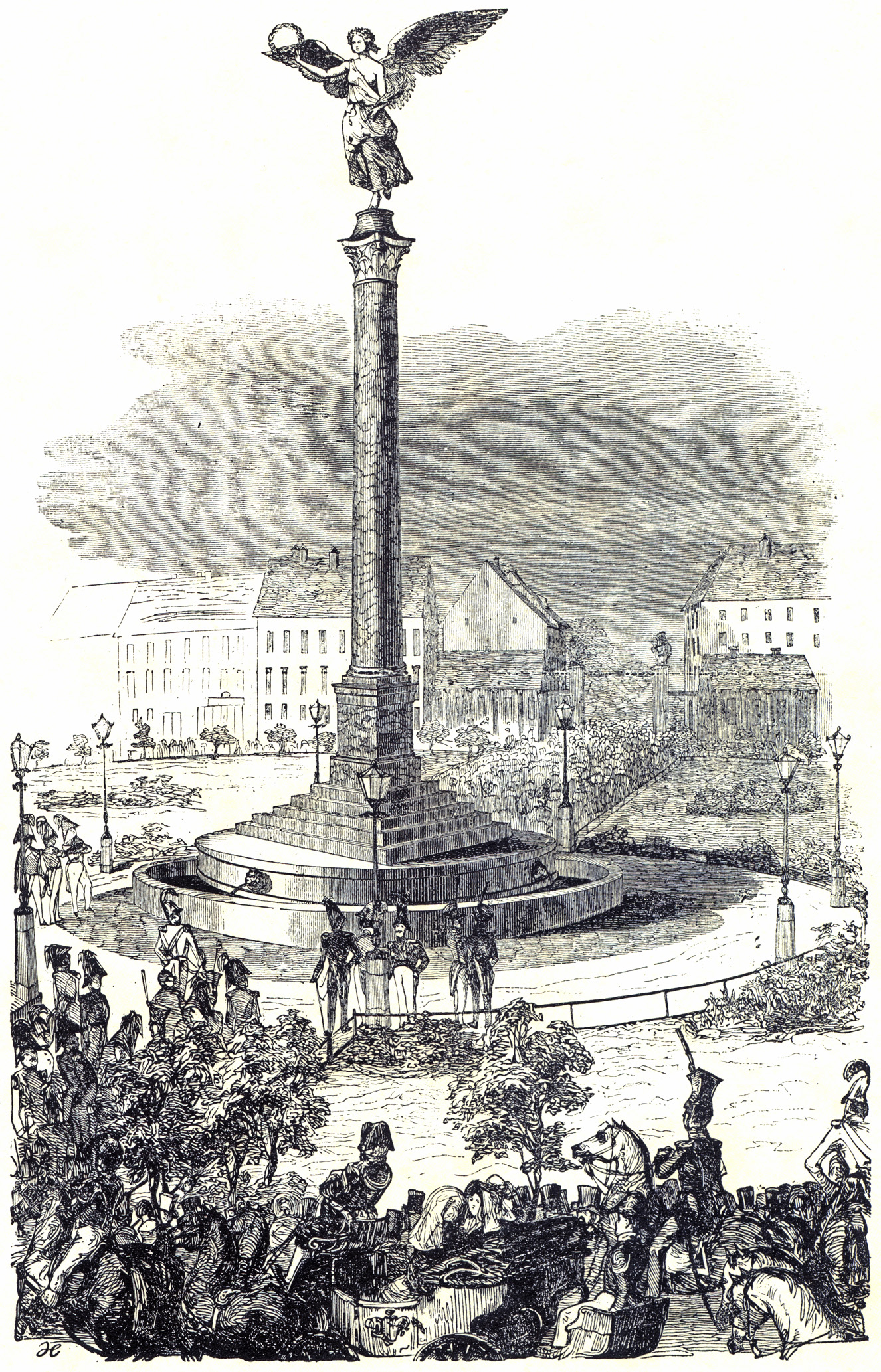
Friedenssäule auf dem Belle-Alliance-Platz

Auf dem Gendarmenmarkt wurde in den Jahren 1774 bis 1776 auf Anweisung von Friedrich II. das Französische Komödienhaus erbaut. An selber Stelle entstand 1800–1801 das Nationaltheater von Carl Gotthard Langhans. Von 1780 bis 1785 wurden die Deutsche und Französische Kirche auf dem Gendarmenmarkt jeweils um einen Kuppelturm, den Deutschen Dom und den Französischen Dom, erweitert. Das Nationaltheater brannte 1817 bis auf die Umfassungsmauern ab. Als Ersatz entwarf Karl Friedrich Schinkel das Königliche Schauspielhaus, das am 10. Februar 1821 eröffnet wurde.
Auf dem Mehringplatz befindet sich das erste Berliner Säulenmonument, die Friedenssäule, die am 3. August 1843, nach 25 Jahren Frieden in Preußen, enthüllt wurde. Der erste Standort der Siemens & Halske Maschinenfabrik und Telegraphenbauanstalt etablierte sich in der Berliner Friedrichstadt an der Markgrafenstraße 88–94/Charlottenstraße 6–7. Die nach dem König Friedrich I. benannte Friedrichstraße entwickelte sich nach 1871 zur ersten Geschäfts- und Vergnügungsstraße sowie zur Hauptverkehrsader der Berliner City. In der Wilhelmstraße nahmen ab 1871 zahlreiche Reichsbehörden ihren Sitz. Die Straße entwickelte sich zum Zentrum deutscher Macht, des Deutschen Kaiserreichs, der Weimarer Republik und in der Zeit des Nationalsozialismus. Hier befanden sich die Reichskanzlei und die Neue Reichskanzlei. Heute sind hier noch die Gebäude des ehemaligen Reichsministeriums für Volksaufklärung und Propaganda und das Reichsluftfahrtministerium, die vom Bundesministerium für Arbeit und Soziales und vom Bundesministerium der Finanzen genutzt werden. Am Leipziger Platz wurde 1896 mit dem Bau des Kaufhauses Wertheim begonnen, dem damals größten Kaufhaus Europas. Rund um die Behrenstraße entwickelte sich das Berliner Bankenviertel und rund um die Kochstraße das Berliner Zeitungsviertel. Ihre höchste Einwohnerzahl erreichte die Friedrichstadt mit 76.359 im Jahr 1871.

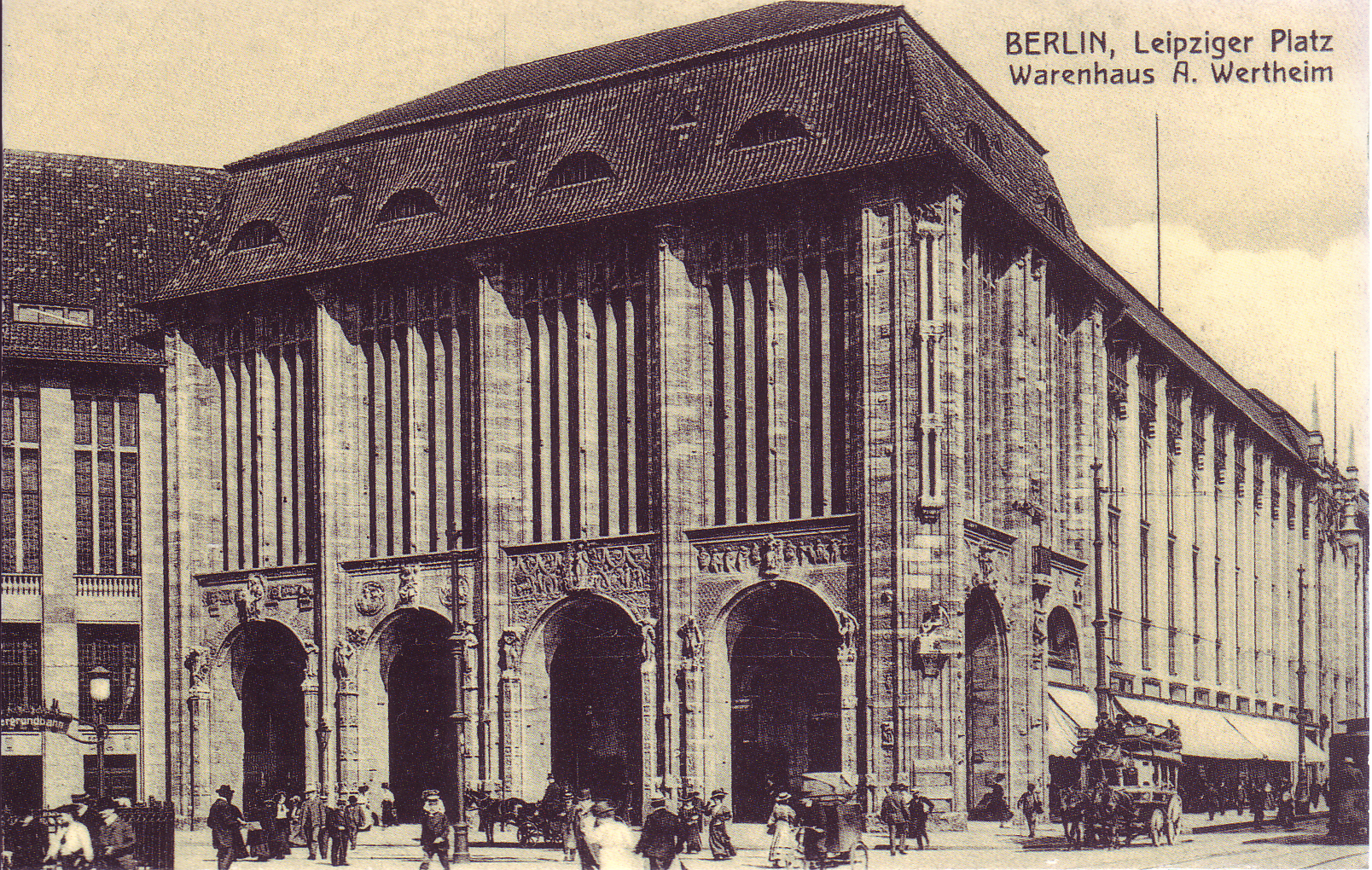
Kaufhaus Wertheim, um 1900

Einen kleinen Einblick in die 1870er Jahre vermittelt der Schriftsteller Max Osborn in einem Erinnerungsbericht:

„[…] Aber der Schwerpunkt des geschäftlichen Lebens wurde in die Friedrichstadt verlegt, die bis dahin […] nur verstreute Läden und Büros besaß. Die Linden füllten langsam die Lücken aus, die zwischen den vereinzelten Geschäften der Jahrzehnte vorher offengeblieben waren, und die Leipziger Straße stieg zu der geschichtlichen Rolle auf, die sie bis heute behauptet hat. […]
Doch so zukunftsvoll die Leipziger Straße sich zu entwickeln begann – ihr Bild unterschied sich doch wesentlich von der Vorstellung, die wir heute von einer Hauptgeschäftsstraße haben. Keine Rede davon, daß die Läden sich bereits in geschlossener Folge aufgereiht hätten. Es gab lange Unterbrechungen. Der Wohncharakter der Straße war nicht aufgegeben, in den oberen Stockwerken saßen noch viele Bürgerfamilien, die sich recht behaglich fühlten. In großer Zahl hatten sich die Gärten im Rückgelände der Häuser erhalten, zumeist in Wirtsgärten verwandelt. Am längsten behaupteten sich die wohltuenden Gaststätten des ‚Königsgartens‘ und des ‚Leipziger Gartens‘ […], wo man noch auf Jahre hinaus an sommerlichen Abenden unter hohen alten Bäumen saß.
Der Verkehr auf den Bürgersteigen spielte sich noch in Formen ab, von denen wir heute nichts mehr wissen. Man ging nicht nur in die Leipziger Straße, um zu kaufen oder wenigstens gemütvoll zu schlendern. […] Die Eroberung der Leipziger Straße ging etappenweise vor sich. Ihr Ostteil war schon von den Truppen der vorrückenden Kaufleute besetzt, als es nach Westen zu noch still aussah.“

### Die Friedrichstadt in Groß-Berlin
Bei der Bildung von Groß-Berlin im Jahr 1920 ging die Friedrichstadt in die neu gebildeten Bezirke Mitte und Kreuzberg auf. Diese beiden Bezirke wurden nicht in Ortsteile untergliedert.

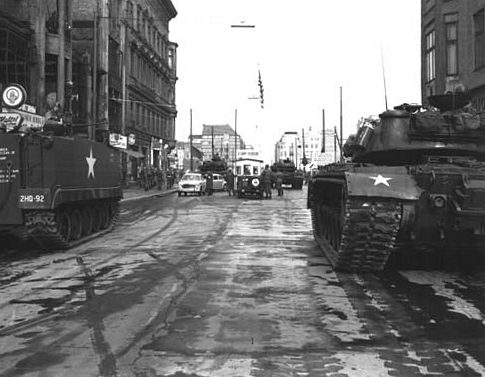
Konfrontation sowjetischer und US-amerikanischer Panzer am 27. Oktober 1961

Der barocken Friedrichstadt wurden während des Zweiten Weltkriegs schwere Schäden zugefügt. Viele der historischen Gebäude waren so stark zerstört, dass sie nur noch abgetragen werden konnten. Im geteilten Berlin lag die nördliche Friedrichstadt in Ost-, die südliche in West-Berlin. Durch den Bau der Berliner Mauer riegelte die DDR 1961 beide Teile hermetisch voneinander ab. Nur an der Friedrich- /Ecke Zimmerstraße lag die für Alliierte und ausländische Besucher passierbare Grenzübergangsstelle Checkpoint Charlie, die im Oktober 1961 Schauplatz einer dramatischen Konfrontation zwischen sowjetischen und US-amerikanischen Panzern wurde.
In der südlichen Hälfte im Bezirk Kreuzberg entstand ab Ende der 1960er Jahre rund um den Mehringplatz ein Neubauviertel. In den 1980er Jahren wurde im Zusammenhang mit der Vorbereitung der Internationalen Bauausstellung 1984 ein Plan für ein Demonstrationsgebiet Südliche Friedrichstadt erarbeitet. Dieser Plan wurde teilweise realisiert. Unter Beachtung der historischen Blockstruktur wurden nach dem Konzept von Josef Paul Kleihues die Baulücken gefüllt. In der nördlichen Hälfte der Friedrichstadt im Bezirk Mitte begann 1970 der systematische Wiederaufbau. In der Leipziger Straße, die fast völlig zerstört war, entstanden hauptsächlich Hochhäuser mit Wohnungen. Nach der deutschen Wiedervereinigung entstanden in der Friedrichstadt zahlreiche elegante und luxuriöse Geschäfte sowie Bürohäuser. Im Februar 1996 öffnete an der Friedrichstraße/Ecke Französische Straße das Kaufhaus Galeries Lafayette als Teil der 1993 bis 1996 gebauten Friedrichstadt-Passagen. Die Schließung aller Baulücken auf dem ehemaligen Mauerstreifen am Checkpoint Charlie und an der Zimmerstraße ist noch nicht abgeschlossen. Umgangssprachlich wird heute überwiegend nur noch der in Mitte liegende Teil der Friedrichstadt als Friedrichstadt bezeichnet. Der Kreuzberger Teil der Friedrichstadt wurde unter dem Begriff Südliche Friedrichstadt 2011 förmlich als Sanierungsgebiet festgesetzt.

## Politik

Wappen der Friedrichstadt

### Wappen
Das Wappen der Friedrichstadt zeigt einen zweifarbigen Adler. Links den roten brandenburgischen Adler und rechts den schwarzen preußischen Adler.

### Bundesregierung
Auf dem historischen Gebiet der Friedrichstadt befinden sich sehr viele Regierungsgebäude, vor allem im Bereich der Wilhelmstraße. Einige von ihnen wurden schon im 19. Jahrhundert von Regierungsbehörden genutzt. Es sind bis heute aber auch immer wieder neue Gebäude dazugekommen. Sowohl die ältesten als auch die meisten der im 20. und 21. Jahrhundert errichteten Gebäude gehören zu den Sehenswürdigkeiten von Berlin.
Es befinden sich hier die Bundesministerien der Finanzen, für wirtschaftliche Zusammenarbeit und Entwicklung, für Ernährung, Landwirtschaft und Verbraucherschutz, für Familie, Senioren, Frauen und Jugend, für Gesundheit und das der Justiz.

### Landesvertretungen der Länder beim Bund
Eine Landesvertretung im Gebiet der Friedrichstadt haben die Bundesländer Bayern, Brandenburg, Hamburg, Hessen, Mecklenburg-Vorpommern, Niedersachsen, Rheinland-Pfalz, Saarland, Schleswig-Holstein und Thüringen.

### Botschaften
In der Friedrichstadt haben zahlreiche ausländische Vertretungen ihren Sitz. Hier stehen die Botschaften von Belgien, Bulgarien, Brunei, Chile, Griechenland, Irland, Kanada, Kenia, der DVR Korea, Libyen, Marokko, Myanmar, Neuseeland, Portugal, Singapur, Slowenien, Südafrika und Tschechien sowie die Ständige Vertretung Taiwans. Einige Botschaften sind im selben Gebäude untergebracht.

### Parteien
Fast am südlichen Ende der Friedrichstadt hat die SPD im Willy-Brandt-Haus ihre Bundesparteizentrale.

### Land Berlin
Das Berliner Abgeordnetenhaus ist der Tagungsort des Berliner Parlaments. Es befindet sich im Gebäude des ehemaligen Preußischen Landtages in der Niederkirchnerstraße. Im Festsaal wurde zum Jahreswechsel 1918/19 die Kommunistische Partei Deutschlands gegründet (KPD). Hier trat 1919 auch erstmals die Preußische Landesversammlung zusammen.

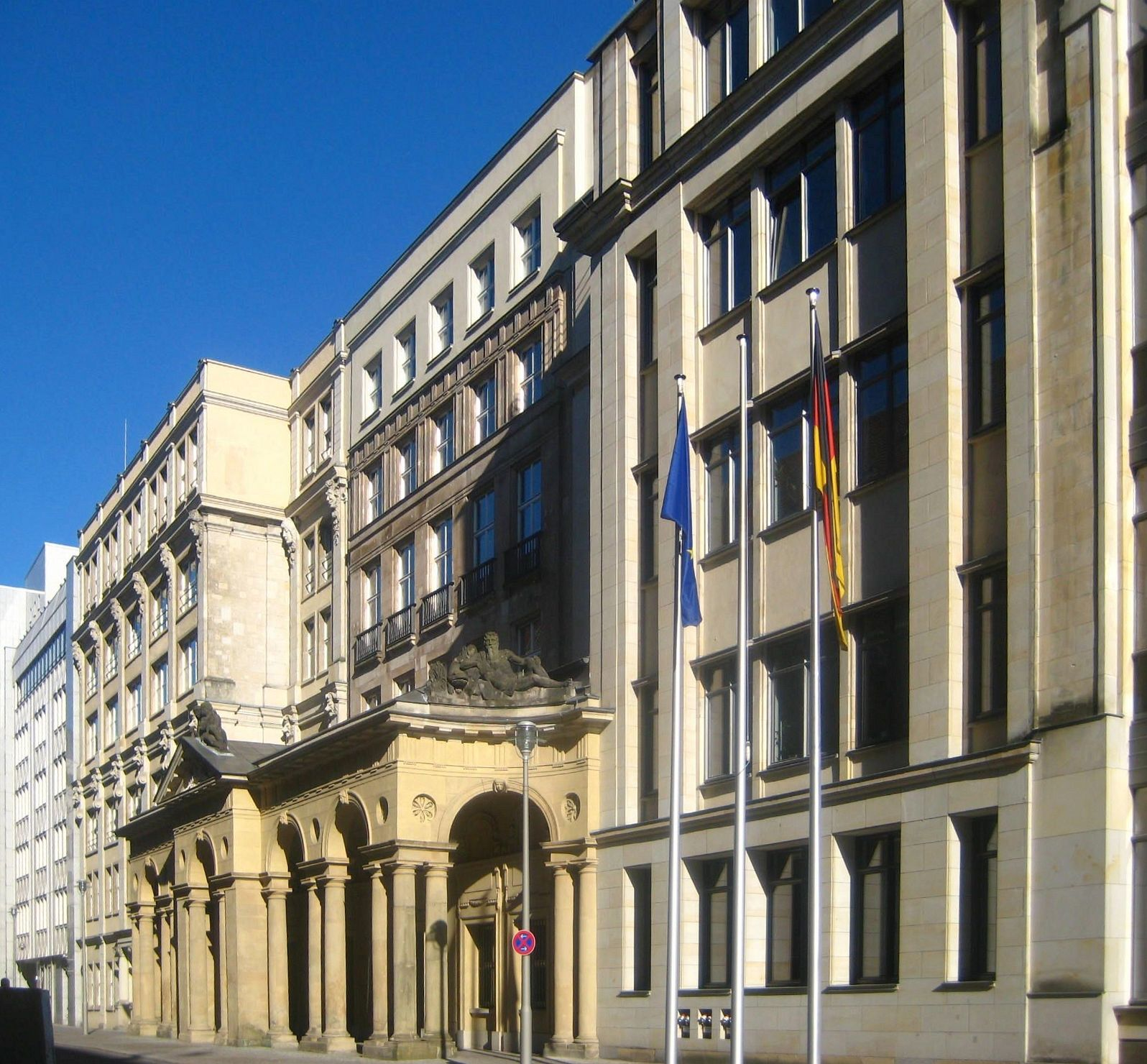
Bundesjustizministerium, Mohrenstraße 37 mit Mohrenkolonnaden
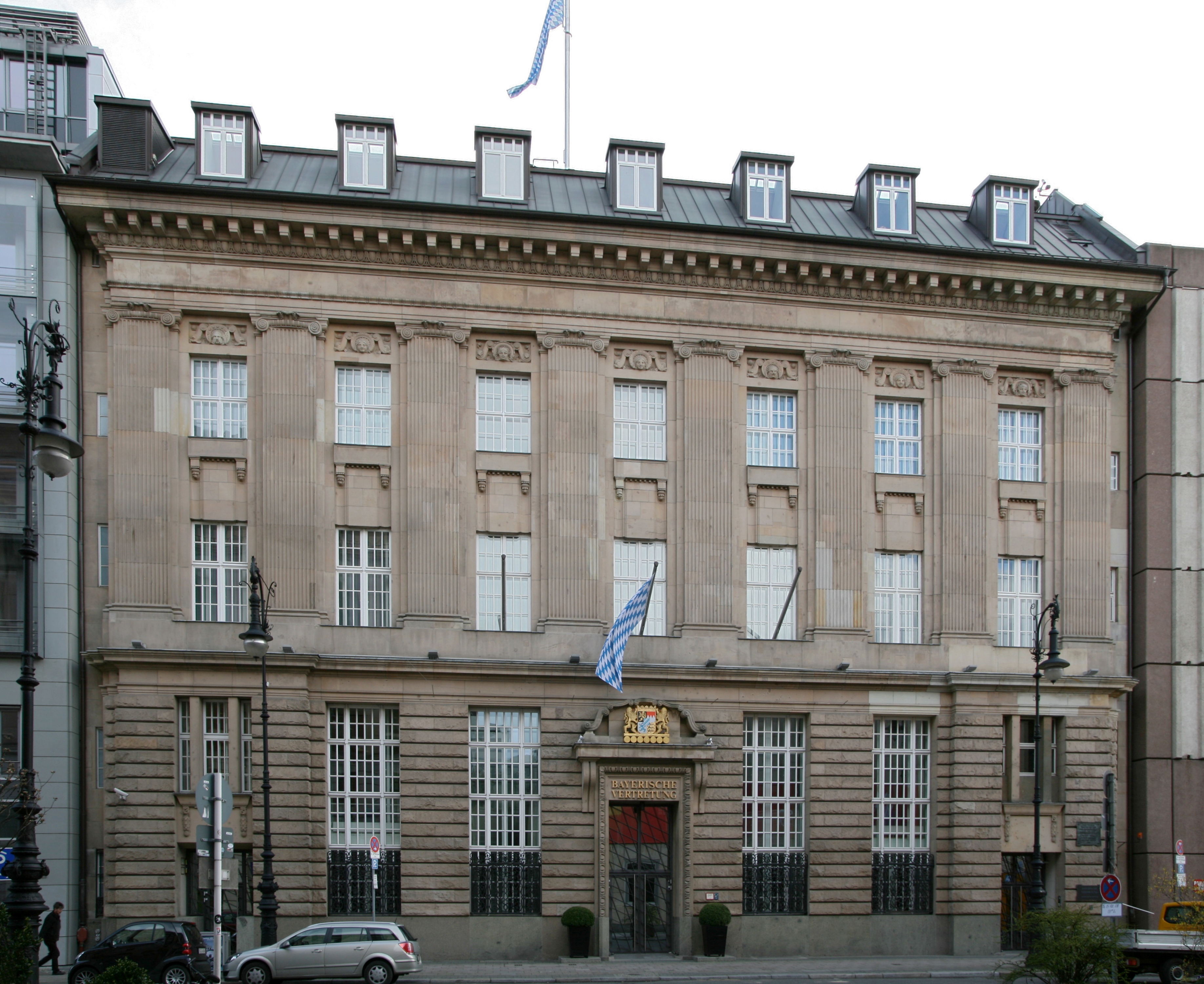
Landesvertretung Bayerns, Behrenstraße 21/22
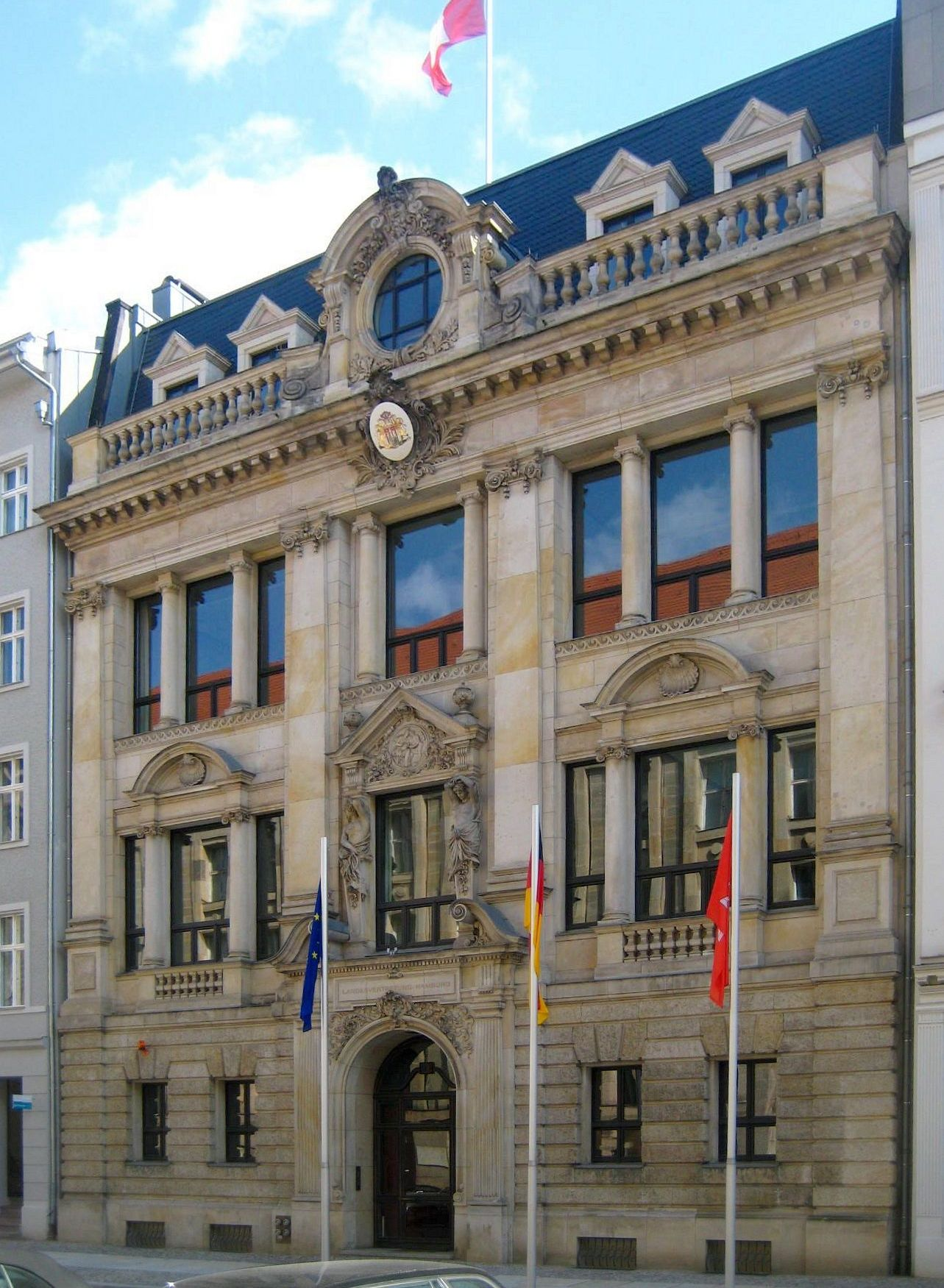
Landesvertretung Hamburg, Jägerstraße 2/3
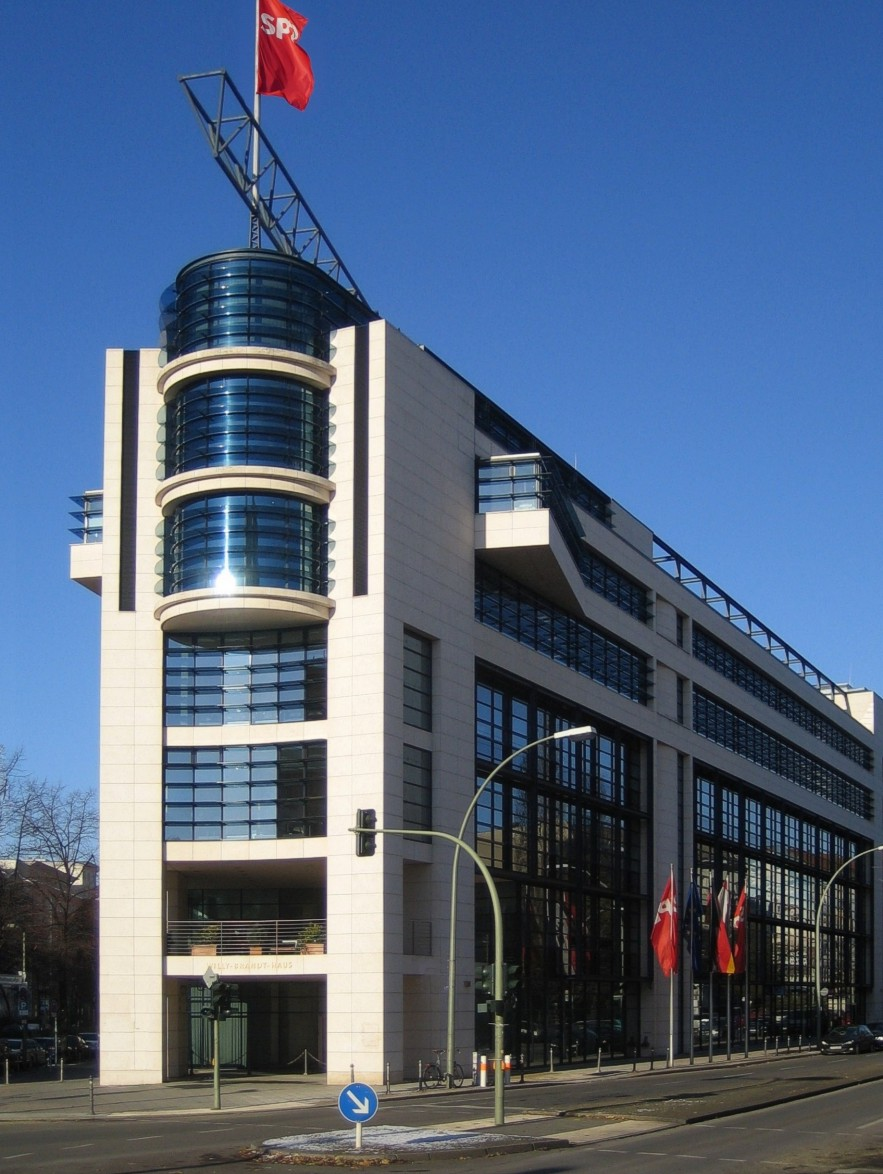
Willy-Brandt-Haus, Wilhelmstraße 140
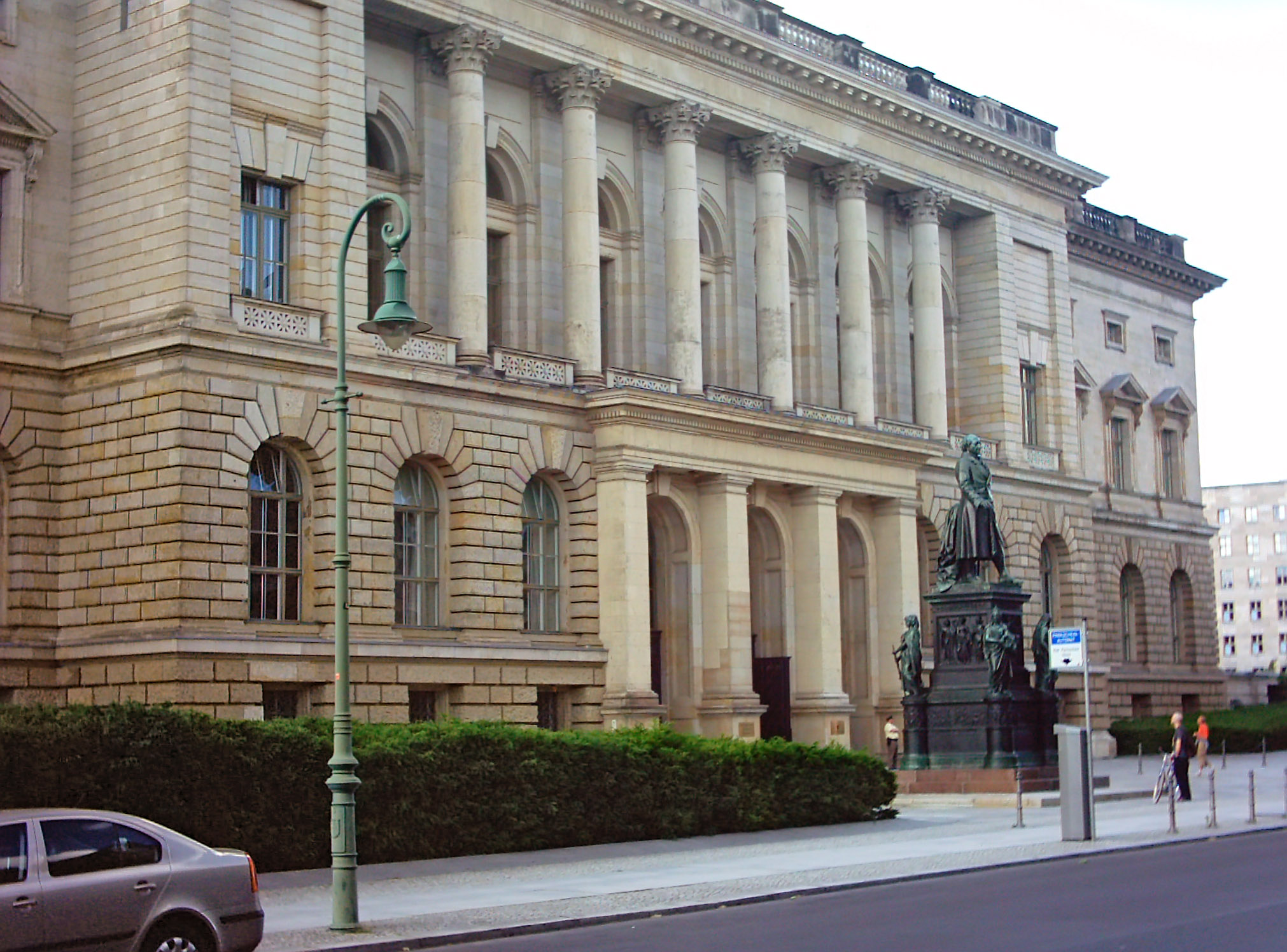
Berliner Abgeordnetenhaus

## Kultur und Sehenswürdigkeiten

### Museen
Der Deutsche Dom mit der Ausstellung Wege – Irrwege – Umwege zur historischen Entwicklung der liberalen parlamentarischen Demokratie und der Französische Dom mit dem Hugenottenmuseum sind Kuppeltürme, die 1785 an zwei 1701–1708 errichtete Kirchen, die Deutsche Kirche und die Französische Friedrichstadtkirche, angebaut wurden.
Das Denkmal für die ermordeten Juden Europas, kurz ‚Holocaust-Denkmal‘ genannt, soll als Mahnmal für die unter der Gewaltherrschaft des Nationalsozialismus im Holocaust ermordeten Juden dienen. Das Denkmal wurde am 10. Mai 2005 eingeweiht. Die rund 19.000 m² große Fläche des Bauwerks befindet sich in der nordwestlichen Ecke der Friedrichstadt, in der Nähe des Brandenburger Tores. Der unter dem Stelenfeld gelegene „Ort der Information“ dokumentiert in einer Ausstellung die Verfolgung und Vernichtung der europäischen Juden.
Am Checkpoint Charlie gibt es ein Panorama des Künstlers Yadegar Asisi, das die Situation im geteilten Berlin der 1980er Jahre verdeutlicht und das Mauermuseum. Der Checkpoint Charlie war einer der bekanntesten Grenzübergänge im geteilten Berlin zwischen 1945 und 1990. Der Kontrollpunkt befand sich auf der Friedrichstraße zwischen der Koch- und Zimmerstraße. Er verband den Amerikanischen Sektor (Bezirk Kreuzberg, West-Berlin) mit dem Sowjetischen Sektor (Bezirk Mitte, Ost-Berlin).
Das Museum für Kommunikation Berlin in der Leipziger Straße 16 ist eines von vier Museen in Deutschland, die in der Museumsstiftung für Post und Telekommunikation organisatorisch zusammengefasst sind. Das Berliner Museum versteht sich als Ort der Begegnung, des Austauschs und der Unterhaltung. In seiner Schatzkammer präsentiert das Museum kostbare Exponate, allen voran die Rote und Blaue Mauritius.
Der Martin-Gropius-Bau, das ehemalige Kunstgewerbe-Museum, ist ein Ausstellungshaus in der Niederkirchnerstraße 7, das große temporäre Ausstellungen beherbergt. Bis 1990 lag das Gebäude direkt an der Berliner Mauer.
Die Topographie des Terrors ist ein Projekt zur Dokumentation des nationalsozialistischen Terrors mit einer bislang provisorischen Dauerausstellung auf dem Gelände der ehemaligen Prinz-Albrecht-Straße 8, heute: Niederkirchnerstraße 8. Dort, in der ehemaligen Kunstgewerbeschule, befand sich das Hauptquartier der Geheimen Staatspolizei (Gestapo). In unmittelbarer Nachbarschaft lag das Prinz-Albrecht-Palais, wo sich die Zentrale des Sicherheitsdienstes (SD) der SS und des Reichssicherheitshauptamtes (RSHA) befand.

Deutscher Dom, Gendarmenmarkt
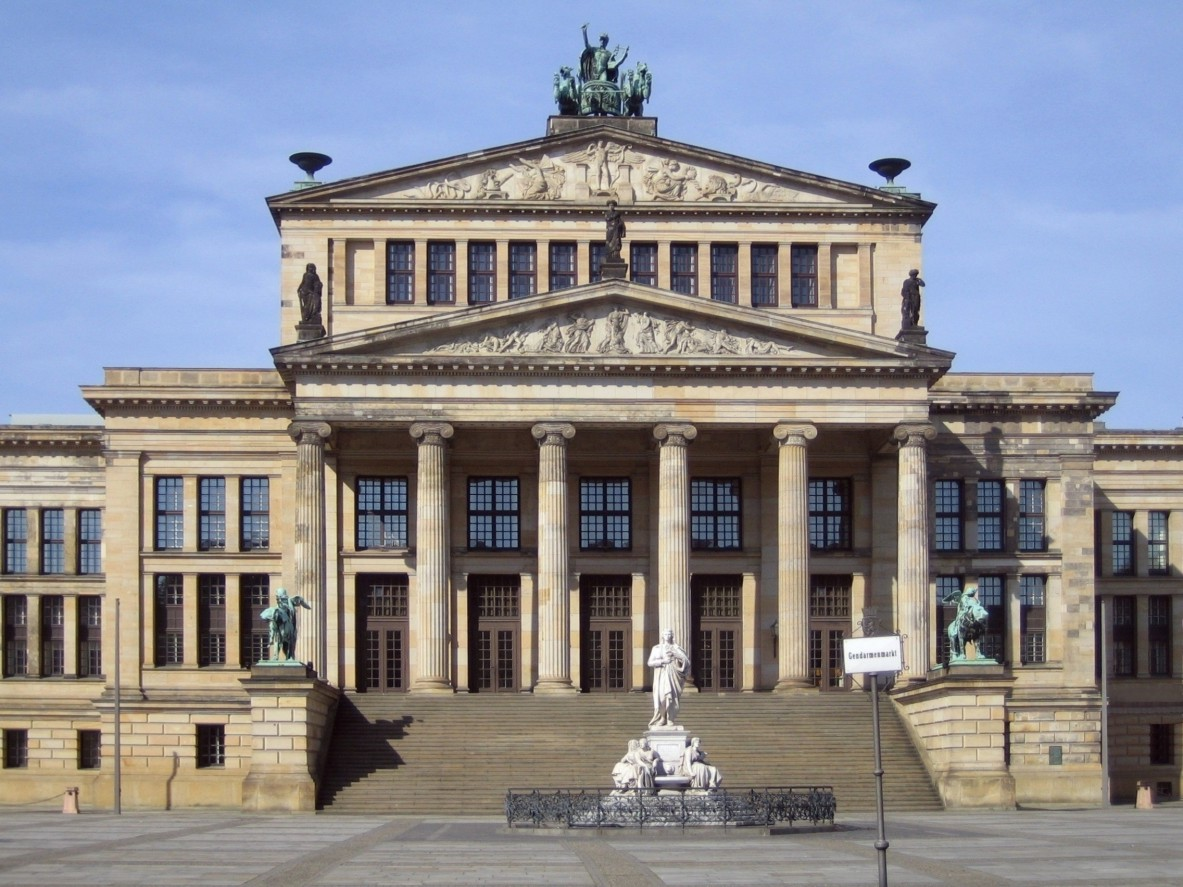
Konzerthaus Berlin, Gendarmenmarkt
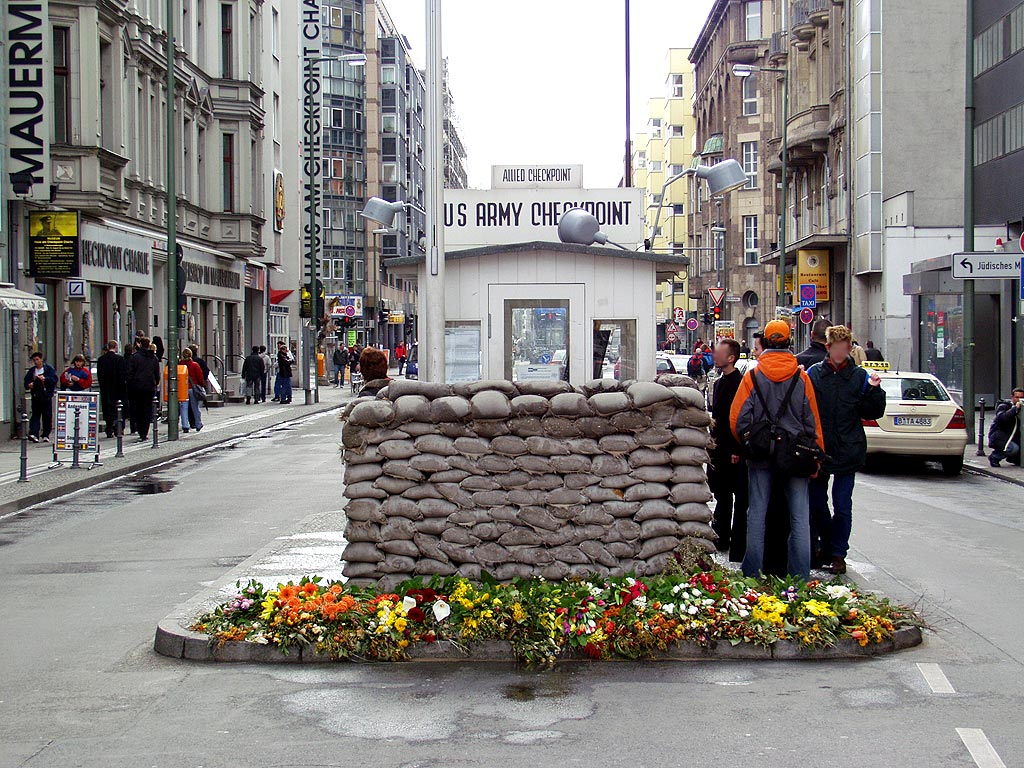
Checkpoint Charlie
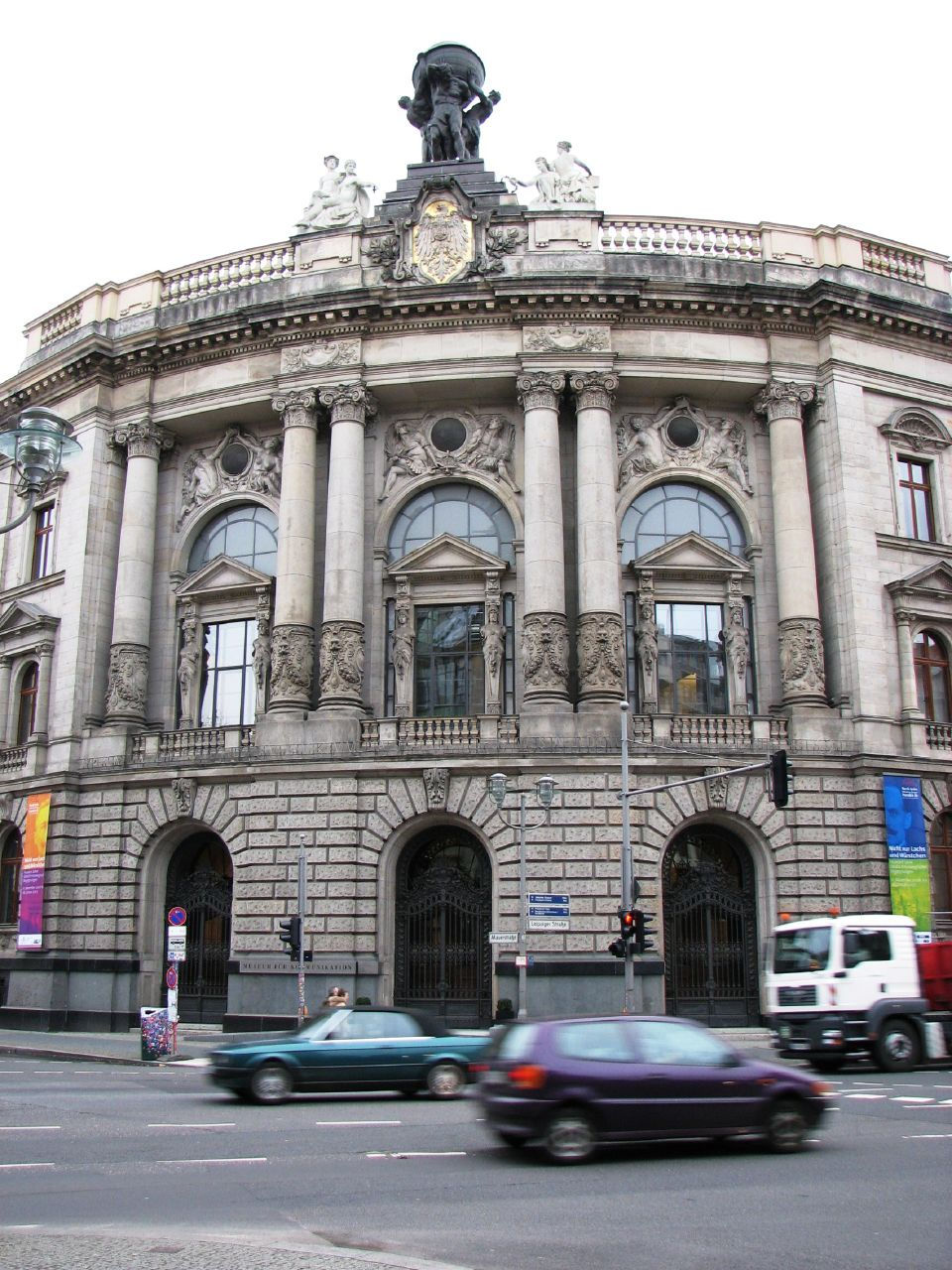
Museum für Kommunikation Berlin
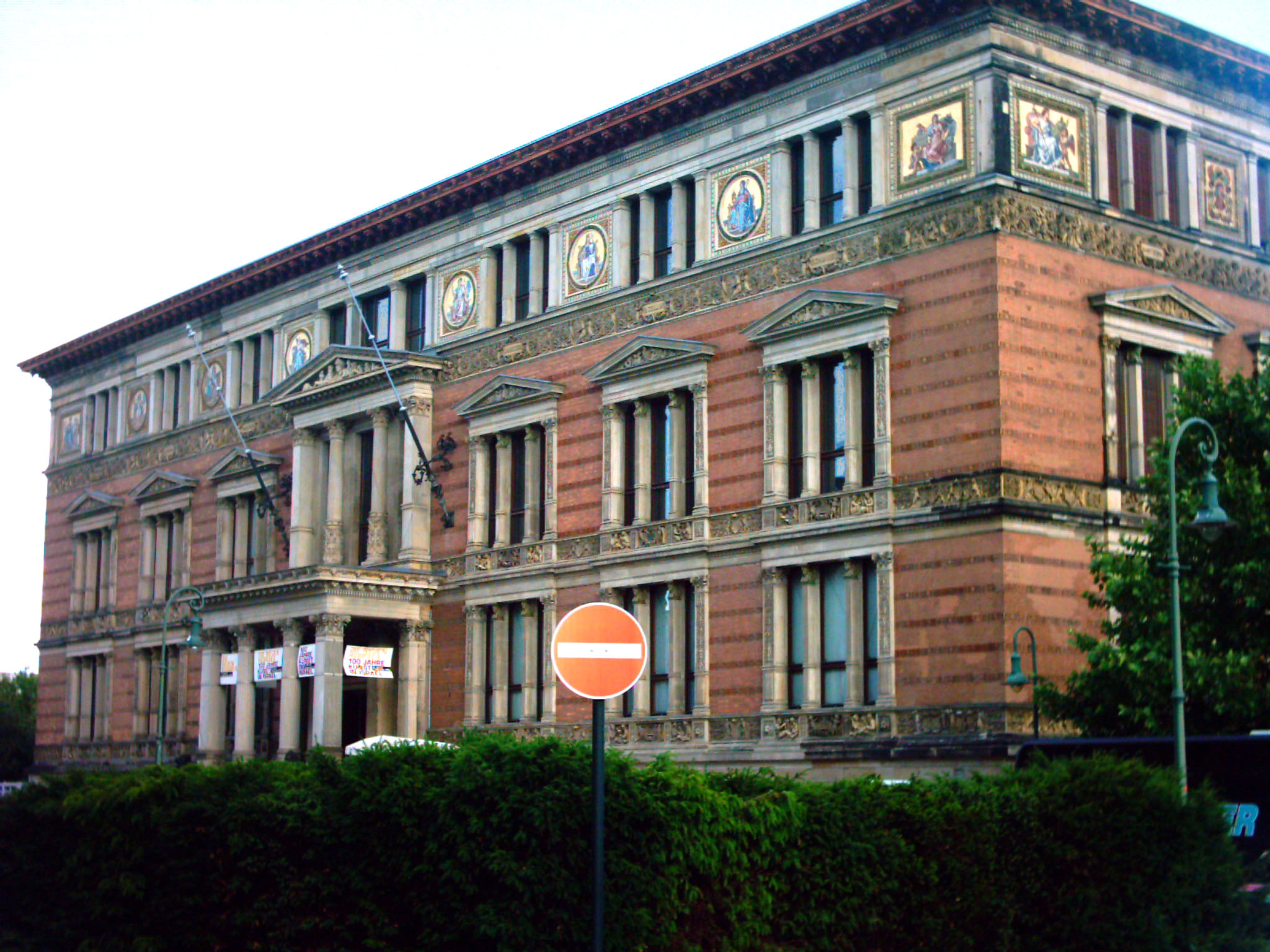
Martin-Gropius-Bau

### Theater und Veranstaltungsorte
Am Gendarmenmarkt befindet sich das Konzerthaus Berlin. 1774–1776 wurde hier das kleine Französische Komödienhaus erbaut und 1800 durch einen Neubau, das Schauspielhaus, ersetzt. Das Schauspielhaus wurde zweimal zerstört und als Konzerthaus wieder aufgebaut. Der Konzertsaal fasst heute 1850 Plätze.
In der Mauerstraße 80 befindet sich das E-Werks, das sich als Techno-Klub in den 1990er Jahren einen Namen machte und heute ein Veranstaltungsort ist.

### Besondere Bauten

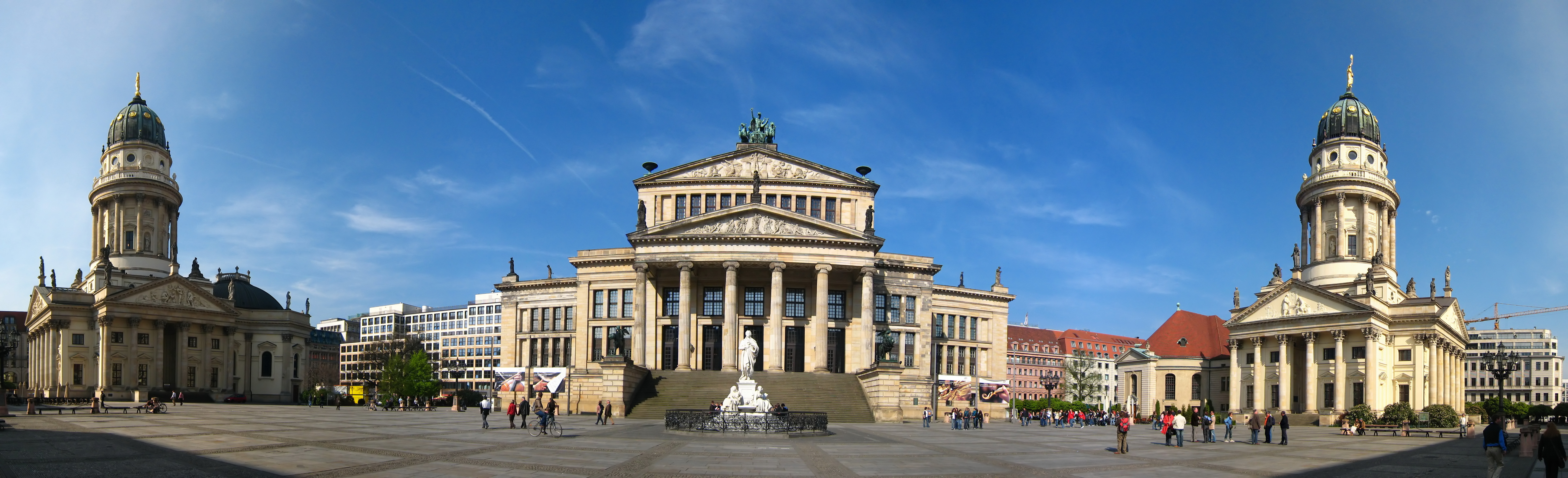
Der Gendarmenmarkt mit Deutschem Dom, Konzerthaus und Französischem Dom

Der Gendarmenmarkt gilt als einer der schönsten Plätze Europas. Auf dem Platz befindet sich das Konzerthaus gerahmt von dem Deutschen und Französischen Dom. In den 1990er Jahren wurde der Gendarmenmarkt von mehreren Neubauten umgeben. Das älteste Gebäude am Gendarmenmarkt ist die ehemalige Preußische Staatsbank (1901 erbaut) an der Jägerstraße. Gleich angrenzend an den berühmten Platz befinden sich die Friedrichstadt Passagen. Der Name bezieht sich auf die Ladenpassage, durch die die drei „Quartiere“ im Untergeschoss verbunden sind. Das nördliche „Quartier“ war das ehemalige Kaufhaus Galeries Lafayette. Die südlich angrenzenden „Quartiere“ 205 und 206 beherbergen in den unteren Geschossen Geschäfte und darüber Büros.

### Sonstiges
Auf dem Bethlehemkirchplatz der an der Kreuzung Mauer- und Krausenstraße liegt, sieht man den Grundriss der ehemaligen Bethlehemskirche. Hier gibt es auch die riesige Skulptur House Ball von Claes Oldenburg und Coosje van Bruggen.

## Söhne und Töchter der Friedrichstadt
- Heinrich Eduard Jacob (1889–1967), Journalist und Schriftsteller